# 阿伊图塔基岛
阿伊图塔基岛（英語：Aitutaki）是太平洋岛国库克群岛的岛屿，也是该国第二大有人居住岛屿（仅次于拉罗汤加岛），位于该国南部，最高点海拔约123米，陆地面积18.3平方公里，潟湖面积在50和74平方公里之间，2016年人口1,712人，主要村庄包括西面的阿鲁汤加。